# Киршайм
Киршайм (фр. Kirchheim) — коммуна на северо-востоке Франции в регионе Гранд-Эст (бывший Эльзас — Шампань — Арденны — Лотарингия), департамент Нижний Рейн, округ Мольсем, кантон Мольсем. До марта 2015 года коммуна административно входила в состав упразднённого кантона Васлон (округ Мольсем).
Площадь коммуны — 2,3 км², население — 543 человека (2006) с выраженной тенденцией к росту: 674 человека (2013), плотность населения — 293,0 чел/км².

## Население
Население коммуны в 2011 году составляло 666 человек, в 2012 году — 668 человек, а в 2013-м — 674 человека.
| 1962 | 1968 | 1975 | 1982 | 1990 | 1999 | 2006 | 2008 | 2011 | 2012 | 2013 |
| ---- | ---- | ---- | ---- | ---- | ---- | ---- | ---- | ---- | ---- | ---- |
| 319  | 321  | 439  | 438  | 499  | 513  | 543  | 584  | 666  | 668  | 674  |

Динамика населения:

## Экономика
В 2010 году из 426 человек трудоспособного возраста (от 15 до 64 лет) 324 были экономически активными, 102 — неактивными (показатель активности 76,1 %, в 1999 году — 73,3 %). Из 324 активных трудоспособных жителей работал 301 человек (159 мужчин и 142 женщины), 23 числились безработными (13 мужчин и 10 женщин). Среди 102 трудоспособных неактивных граждан 34 были учениками либо студентами, 44 — пенсионерами, а ещё 24 — были неактивны в силу других причин.

## Достопримечательности (фотогалерея)

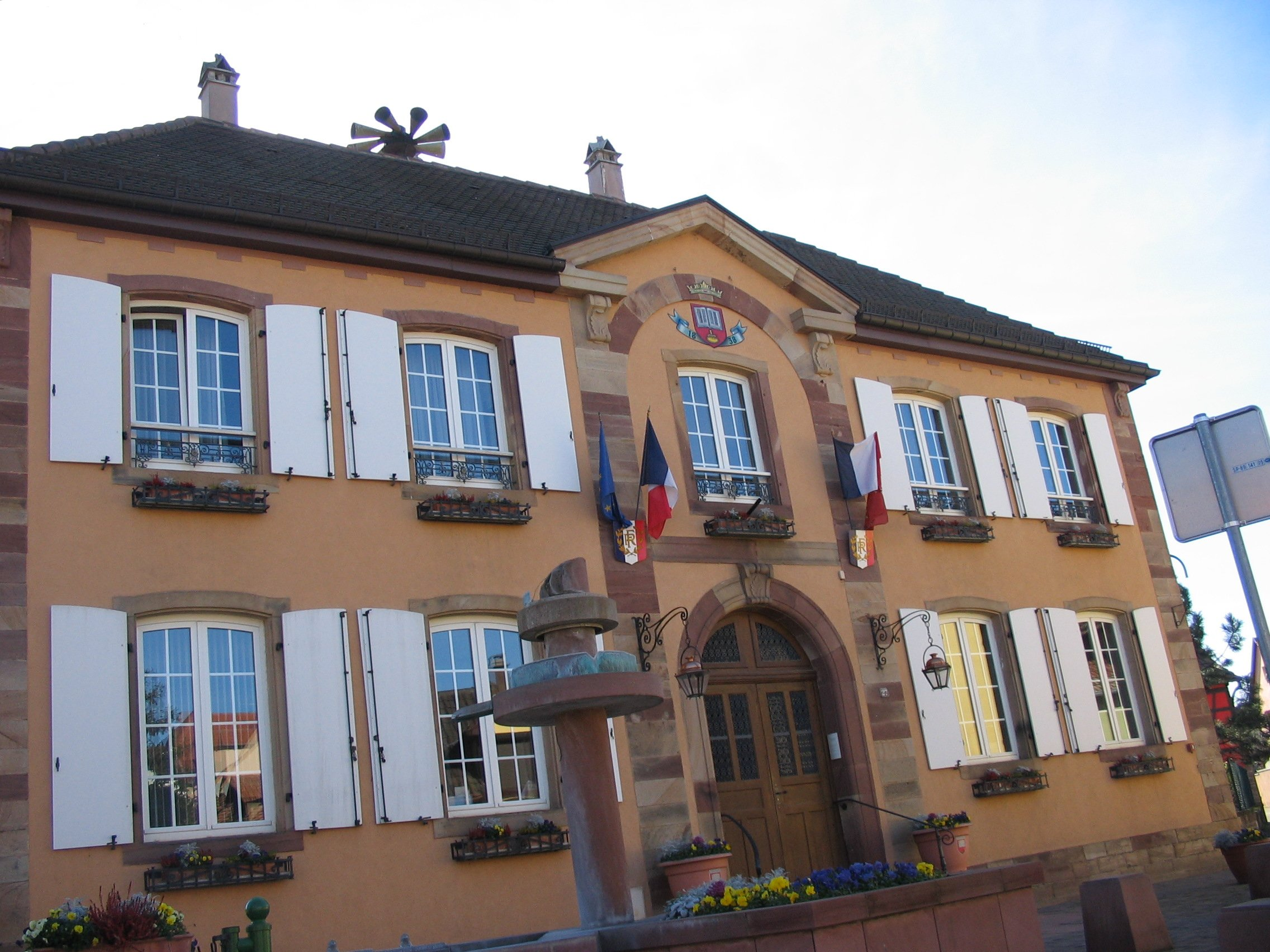
Здание мэрии
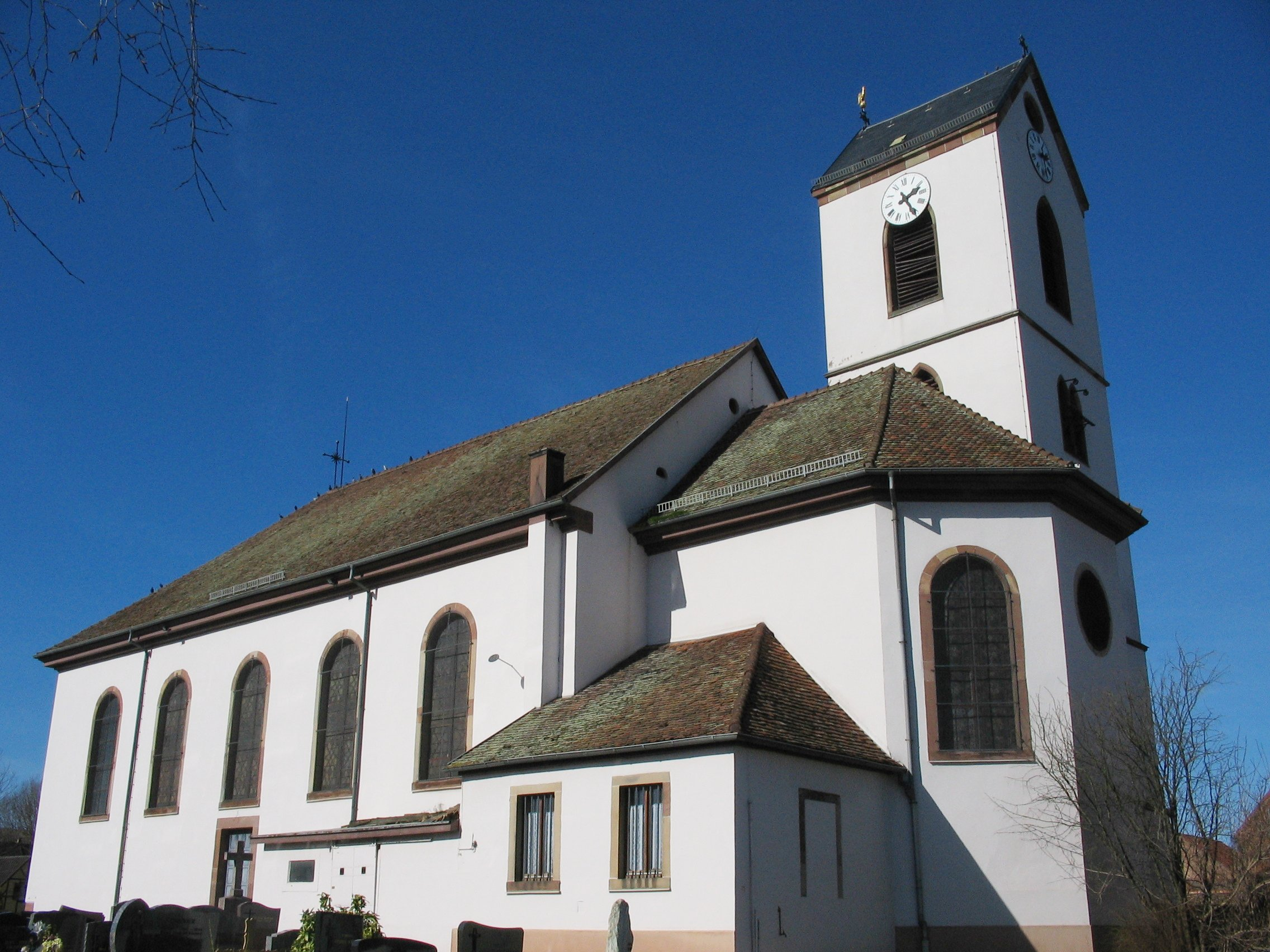
Церковь
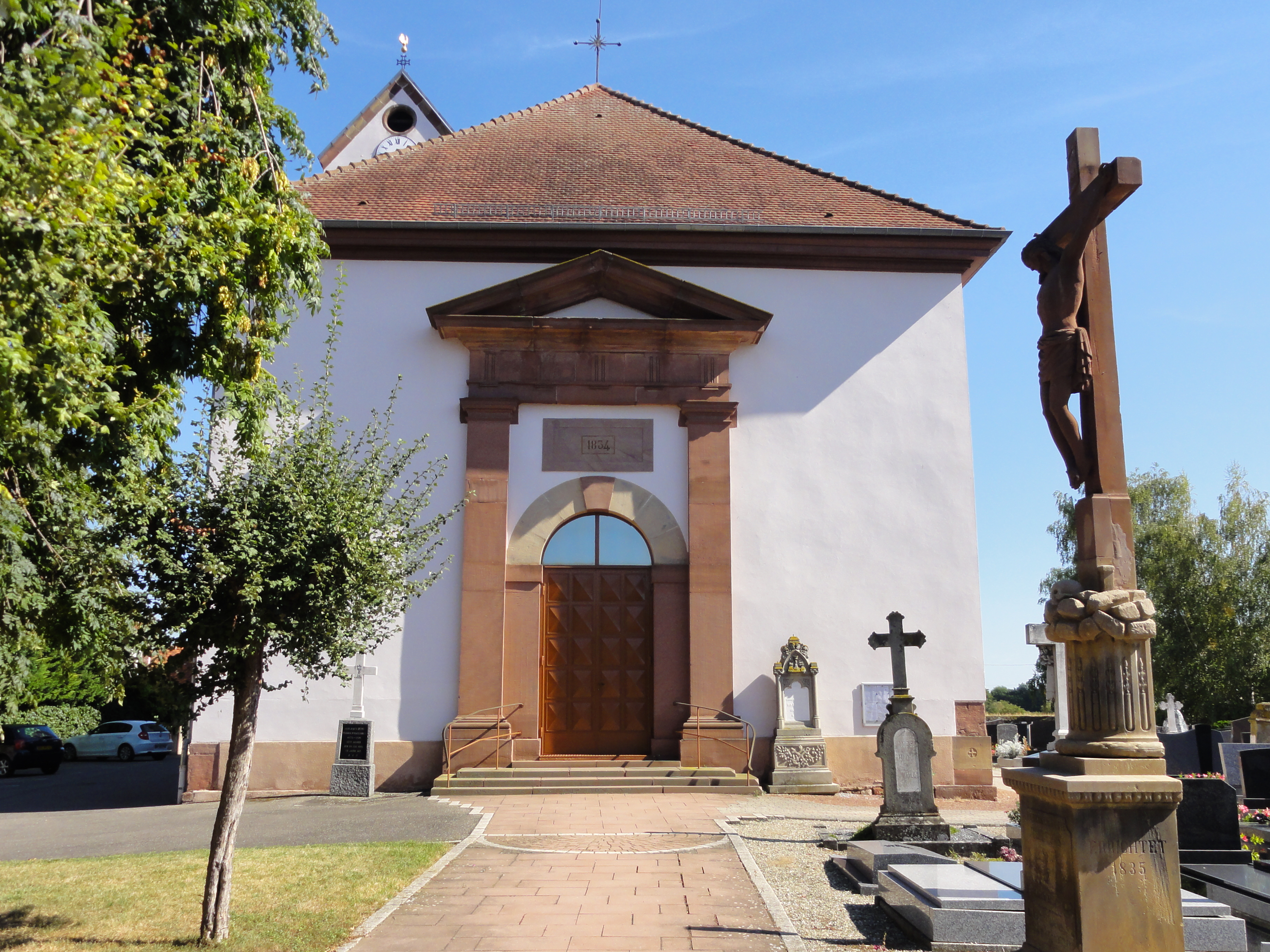
Портал церкви